# 広島電鉄広島南営業課
広島電鉄広島南営業課（ひろしまでんてつひろしまみなみえいぎょうか）とは広島県広島市中区西白島町24番9号にある広電バスの営業所である。

## 担当路線
西方面のバスのうち廿日市市に乗り入れる路線と廿日市市内のみを走行する路線は廿日市出張所が担当する。クレアラインについてはクレアラインを参照。
西広島バイパスを経由する全ての路線（広島バスセンターおよび、田方または鈴が峰住宅を経由する路線）は、平日・土曜日に古江を通過する朝7:00 - 8:30の上りの便については、規制によりバイパス本線ではなく側道を経由する。その場合（田方）→ 広島学院入口 → 古江（側道・古江バスストップではない）というルートになる。
山田団地・美鈴が丘高校線
- 52（上り）・52-1（下り）:（広島駅 ← 女学院前 ← ）広島センター - 十日市 - 西区役所前 - 己斐 - 古江 - 田方 - 広島高等技術専門校前 - 美鈴モール前 - 山田団地 - 山田団地車庫前
  - 平日ダイヤ朝のみ広島駅発着便あり。かつては昼間時間帯にも広島駅発着便があったが、朝以外の便は廃止された。月～土曜日の夜間に運行される1便と深夜バスは八丁堀（福屋前）発となる。
- 52（上り）・52-2（下り）:（広島駅 ← 女学院前 ← ）広島センター - 十日市 - 西区役所前 - 己斐 - 古江 - 田方 - 広島高等技術専門校前 - 美鈴モール前 - 美鈴が丘高校
  - 平日ダイヤ朝のみ広島駅行便が2本あり。
- 54（上り）・54-1（下り）:広島センター - 本通り - 中電前 - 市役所前 - 大手町4丁目 - 加古町 - 舟入本町 - 観音本町 - 旭橋入口 - 古江 - 田方 - 広島高等技術専門校前 - 美鈴モール前 - 山田団地 - 山田団地車庫前
  - 土曜日は下り3本、上り2本。休日は全便運休。
- 54（上り）・54-2（下り）:広島センター - 本通り - 中電前 - 市役所前 - 大手町4丁目 - 加古町 - 舟入本町 - 観音本町 - 旭橋入口 - 古江 - 田方 - 広島高等技術専門校前 - 美鈴モール前 - 美鈴が丘高校
  - 平日は1日3往復、土曜日は下り1本、休日は全便運休。
- 28（上り）・28-1/28-2（下り）:アルパーク - 新井口駅 - （井口1丁目） - 鈴が峰住宅 - （田方） - 広島高等技術専門校前 - 美鈴モール前 - 山田団地 - 山田団地車庫前/美鈴が丘高校
  - 井口1丁目は下り、田方は上りのみ停車。美鈴が丘高校行は平日の朝ラッシュ時に2本と休日朝の下り1便のみ。
- 2（上り）・2-1（下り）:五日市駅北口 - 中地 - 八幡東小学校 - 高井 - 美鈴が丘小学校 - 美鈴モール前 - 山田団地 - 山田団地車庫前
- 2（上り）・2-2（下り）:五日市駅北口 - 中地 - 八幡東小学校 - 高井 - 美鈴が丘高校
  - 美鈴が丘高校行はいずれも朝のみ平日3便、土曜2便、休日1便。五日市駅行は平日の夕方1便のみ。

井口台パークタウン線
- 53（上り）・53-7（下り）:広島センター - 十日市 - 西区役所前 - 己斐 - 古江 - （田方） - 鈴が峰住宅 - 井口台小学校前 - 井口台パークタウン
  - 田方経由は平日4本、土曜日2本。
- 55（上り）:井口台パークタウン → 井口台小学校前 → 鈴が峰住宅 → 田方 → 旭橋入口 → 観音本町 → 舟入本町 → 加古町 → 市役所前 → 中電前 → 本通り → 広島センター
  - 平日の朝1便のみ。
- 28（上り）・28-7（下り）:アルパーク - 新井口駅 - 田方西/鈴が峰小学校下 - 鈴が峰住宅 - 井口台小学校前 - 井口台パークタウン
  - 下りは田方西、上りは鈴が峰小学校下を経由する。
- 28（上り）:井口台パークタウン → 井口台小学校前 → 鈴が峰住宅西 → ≪途中ノンストップ≫ → 新井口駅 → アルパーク
  - 急行便、平日ダイヤ上り朝2便のみ。

東観音台団地線
- 55（上り）・55-5（下り）:広島センター - 本通り - 中電前 - 市役所前 - 大手町4丁目 - 加古町 - 舟入本町 - 観音本町 - 旭橋入口 - 古江 - [田方] - ≪西広島バイパス≫ - 鈴が峰住宅 - 鈴が台 - 佐伯区民文化センター前 - 地毛 - 東観音台団地
  - 田方に停車するのは、平日ダイヤ3本、土曜ダイヤ1本。平日ダイヤの朝に東観音台発本通りゆきと舟入本町発東観音台ゆきが各1本設定されている。
- 3（上り）・3-5（下り）:五日市駅南口 - 佐伯区役所前 - 楽々園 - 広島工大入口 - 五日市観音中学校 - 五日市高校 - 東観音台団地
  - 平日ダイヤの朝に楽々園を始発とする便が3本、終着とする便が2本ある。
- 1（上り）・1-5（下り）:五日市駅北口 - 岡の下橋 - 地毛 - 東観音台団地
  - 平日ダイヤ朝に下り2本、上り1本のみ運行。

薬師が丘線
- 55（上り）・55-1（下り）:広島センター - 本通り - 中電前 - 市役所前 - 大手町4丁目 - 加古町 - 舟入本町 - 観音本町 - 旭橋入口 - 古江 - [田方] - ≪西広島バイパス≫ - 鈴が峰住宅 - 鈴が台 - 佐伯区民文化センター前 - 地毛 - （植物公園） - 薬師が丘団地
  - 植物公園には、薬師が丘団地発着9時以降15時までは下りが、12時以降17時までは上りが停車する。田方停車便は平日4本、土曜日1本。
- 1（上り）・1-1（下り）:五日市駅北口 - 岡の下橋 - 地毛 - [植物公園] - 薬師が丘団地
  - 植物公園には、薬師が丘団地発着15時までは下りが、11時以降17時までは上りが停車する。

彩が丘団地線
- 54（上り）・54-4（下り）:広島センター - 本通り - 中電前 - 市役所前 - 大手町4丁目 - 加古町 - 舟入本町 - 観音本町 - 旭橋入口 - 古江 - [田方] - 広島高等技術専門校前 - 美鈴モール前 - 美鈴が丘小学校前 - 高井 - 三和中学入口 - 彩が丘団地
  - 土休日運休。
- 55（上り）・55-4（下り）:広島センター - 本通り - 中電前 - 市役所前 - 大手町4丁目 - 加古町 - 舟入本町 - 観音本町 - 旭橋入口 - 古江 - [田方] - ≪西広島バイパス≫ - 鈴が峰住宅 - 鈴が台 - 佐伯区民文化センター前 - 地毛 - 八幡学校 - 三和中学入口 - 彩が丘団地
- 1（上り）・1-4（下り）:五日市駅北口 - 岡の下橋 - 地毛 - 八幡学校 - 三和中学入口 - 彩が丘団地

藤の木団地線
- 52（上り）・52-3（下り）:広島センター - 十日市 - 西区役所前 - 己斐 - 古江 - 田方 - 広島高等技術専門校前 - 美鈴モール前 - 美鈴が丘小学校前 - 高井 - 三和中学入口 - 河内農協 - 藤の木団地
  - 平日ダイヤ2往復のみ運行。
- 55（上り）・55-3（下り）:広島センター - 本通り - 中電前 - 市役所前 - 大手町4丁目 - 加古町 - 舟入本町 - 観音本町 - 旭橋入口 - 古江 - [田方] - ≪西広島バイパス≫ - 鈴が峰住宅 - 鈴が台 - 佐伯区民文化センター前 - 地毛 - 八幡学校 - 三和中学入口 - 河内農協 - 藤の木団地
  - 田方に停車するのは平日ダイヤ2本、土曜ダイヤ2本。
- 1（上り）・1-3（下り）:五日市駅北口 - 岡の下橋 - 地毛 - 八幡学校 - 三和中学入口 - 河内農協 - 藤の木団地
- 60（上り）・60-3（下り）:広島センター - 中広町 - ≪高速4号線≫ - 沼田料金所前 - 大塚駅 - 広域公園前駅（広島修道大学入口） - 平岩陸橋（免許センター入口） - 藤の木団地
  - 平日ダイヤは7往復、土曜・休日ダイヤは4往復。
- 60（上り）:藤の木団地 → 平岩陸橋（免許センター入口） → 広域公園前駅（広島修道大学入口） → 大塚駅 → 沼田料金所前 → ≪高速4号線≫ → 中広町 → 十日市 → 紙屋町 → 本通り → 中電前 → 市役所前
  - 平日ダイヤ朝2本のみ。

岡の下橋・地毛線
- 1（上り）:地毛 → 岡の下橋 → 五日市駅北口
  - 土曜・休日ダイヤ夜に上り1本のみ運行。

湯来・杉並台団地線
- 4（上り）・4-1/4-2（下り）:五日市駅南口 - 佐伯区役所前 - 楽々園 - 広島工大入口 - 岡の下橋 - 地毛 - 八幡学校 - 三和中学入口 - 河内農協 - 八幡川峡 - 魚切ダム - 湯来川角 - [杉並台団地] - 湯来南高校 - 大橋 - 湯来温泉 - 湯来ロッジ前
  - 杉並台団地を経由しないのは平日の楽々園発湯来ロッジ前行1本のみ。
  - 平日ダイヤの朝に楽々園を始発とする便が2本、終着とする便が3本ある。

### 廿日市出張所管轄
宮園・四季が丘団地線
- 55（上り）・55-2（下り）:広島センター - 本通り - 中電前 - 市役所前 - 大手町4丁目 - 加古町 - 舟入本町 - 観音本町 - 旭橋入口 - 古江 - [田方] - ≪西広島バイパス≫ - 鈴が峰住宅 - 鈴が台 - 佐伯区民文化センター前 - 佐方 - 七尾中学校 - 四季が丘（ - 四季が丘北）
  - 土曜ダイヤは4往復のみ。休日ダイヤは全便運休。四季が丘北に直通するのは1日1往復のみ。平日ダイヤのみ、急行（古江 - 佐方間の停車が鈴が台・波出石・千同・坪井のみ）の宮園・四季が丘行も設定されている。田方に停車するのは平日ダイヤ朝2本のみである。
- 60（上り）:四季が丘 → ≪山陽道≫ → 広域公園前駅（広島修道大学入口） → 大塚駅 → 沼田料金所前 → ≪高速4号線≫ → 中広町 → 十日市 → 紙屋町 → 本通り → 市役所前
  - 平日ダイヤ朝3便のみ。平成25年11月18日に経路が変更され、山陽道への入口が廿日市ICから宮島SA（スマートIC）に変更となった。
- 12 :廿日市市役所前駅 - 廿日市市役所 - ゆめタウン廿日市 - 宮内串戸駅 - 四季が丘/四季が丘北
  - 土休日ダイヤの1往復はゆめタウン廿日市を経由しない。四季が丘北発着便は、平日ダイヤは四季が丘北発2便、土休日ダイヤは四季が丘北発2便と着1便が設定されている。
- 12 :宮内串戸駅 - 四季が丘/四季が丘北
  - 土休日ダイヤは朝・夜のみ運行。四季が丘北発着便は、平日ダイヤは四季が丘北発3便と着3便、土休日ダイヤは四季が丘北発2便と着1便が設定されている。

佐伯線
- 13:廿日市市役所前駅 - 廿日市市役所 - 宮内串戸駅 - 明石 - 佐伯工業団地入口 - 玖島分れ - 友和学校 - 友和郵便局 - 玖波分れ - 佐伯中学校前 - さいき文化センター - 佐伯支所 - 津田
  - 宮内串戸駅発着便が平日ダイヤのみ着2便と発1便が設定されている。

阿品台線
- 55（上り）・55-6（下り）:広島センター - 本通り - 中電前 - 市役所前 - 大手町4丁目 - 加古町 - 舟入本町 - 観音本町 - 旭橋入口 - 古江 - [田方] - ≪西広島バイパス≫ - 鈴が峰住宅 - 鈴が台 - 佐伯区民文化センター前 - 佐方 - 七尾中学校 - 阿品台西 - 廿日市西高校前 - 阿品台北
  - 土休日は全便運休。田方には朝1本が停車する。
  - ローカル路線バス乗り継ぎの旅の一行がこの路線に3度乗車しており、初回はJR阿品駅からおおのハートバスに乗り継ぎ宮島口駅へ、以降2回はバスセンターから芸陽バスで西条駅を経由して竹原駅へ向かっている。
- 16（上り）・16-6/16-7（下り）:広電阿品駅 - [ナタリーマリナタウン] - JR阿品駅 - [ 日赤看護大学 ] - 阿品台東小学校 - 阿品台北
  - 日赤看護大学は主に阿品台北行の午前中の便と阿品駅行の午後の便が経由する。
  - JR阿品駅発便が平日ダイヤに朝1便ある。
- 15（上り）・15-6/15-7（下り）:広電阿品駅 - [ナタリーマリナタウン] - JR阿品駅 - 廿日市西高校前 - 阿品台北/日赤看護大学
  - JR阿品駅発便が平日ダイヤに朝3便ある。阿品台北行は平日ダイヤに朝1便、日赤看護大学行は平日ダイヤに朝5便、土休日ダイヤに朝1便ある。
  - 広電阿品駅行は日赤看護大学発が平日ダイヤに夕3便ある。

## 出張所・車庫
- 広島南営業課阿賀車庫（1）
  - 広島県呉市阿賀北9丁目8
- 広島南営業課井口台パークタウン車庫（1）
  - 広島県広島市西区井口台3丁目33-77
- 広島南営業課山田団地車庫（1）
  - 広島県広島市西区山田新町2丁目17-10
- 広島南営業課美鈴が丘車庫（1）
  - 広島県広島市佐伯区美鈴が丘緑1丁目12-5
- 広島南営業課東観音台車庫（1）
  - 広島県広島市佐伯区観音台3丁目1-6
- 広島南営業課薬師が丘車庫（1）
  - 広島県広島市佐伯区薬師が丘4丁目4-1
- 広島南営業課彩が丘車庫（1）
  - 広島県広島市佐伯区河内南1丁目32-2
- 広島南営業課藤の木車庫（1）
  - 広島県広島市佐伯区藤の木2丁目3-1
- 広島南営業課湯来車庫（1）
  - 広島県広島市佐伯区湯来町大字多田
- 広島南営業課廿日市出張所（1）
  - 広島県廿日市市宮園上3丁目9番22号
- 広島南営業課廿日市出張所阿品台北車庫（1）
  - 広島県廿日市市阿品台北31-15
- 広島南営業課廿日市出張所津田車庫（1）
  - 広島県廿日市市津田2042-9

## 周辺
- アストラムライン　城北駅
- 広島市立基町高等学校
- 広島市立白島小学校

## アクセス
広島バス　大学病院前行き　西白島から徒歩1分
アストラムライン城北駅から徒歩6分
広島交通・中国JRバス・広島バス高陽線　基町バス停から徒歩11分
JR新白島駅から徒歩11分